# Fritz Kurt Kneubühl

Fritz Kurt Kneubühl (ca. 1980)

Fritz Kurt Kneubühl (* 7. März 1931 in Zürich; †  23. November 1999) war ein Schweizer Physiker und Hochschullehrer. Er war Professor für Experimentalphysik an der ETH Zürich. Sein Forschungsschwerpunkt lag in der Quantenelektronik und Infrarotphysik, hier insbesondere bei der Spektroskopie der kondensierten Materie, der Atmosphärenphysik und Bauphysik.

## Leben
Kneubühl studierte Physik an der ETH Zürich mit dem Abschluss 1955 als Master of Science bei Georg Busch und Karl Alexander Müller und  promovierte 1959 bei Hans H. Günthard.
1963 habilitierte er in Physik, war von 1966 bis 1969 Assistenzprofessor, bis 1971 außerordentlicher Professor und seit 1972 Professor für Physik an der ETH in Zürich. Von 1978 bis 1980 leitete er das Institut für Quantenelektronik und seit 1986 das Laboratorium für Infrarotphysik. Er war Mitglied zahlreicher Beiräte internationaler Konferenzen zu Quantenelektronik und Infrarotphysik, sowie Präsident der Internationalen Konferenzen für Infrarotphysik 1 bis 6 in Zürich und Ascona (1975, 1979, 1984, 1988, 1993, 1994).
1962 heiratete er Waltraud Dorothea Wegmueller, mit der er 3 Kinder hatte.

## Auszeichnungen (Auswahl)
- 1960: Graefflin Fellow, The Johns Hopkins University, Baltimore
- 1989: Preisträger der Loránd-Eötvös-Medaille der Ungarischen Physikalischen Gesellschaft
- 1994:  Kenneth J. Button-Preis für Physik, London

## Mitgliedschaften (Auswahl)
- Schweizerische Physikalische Gesellschaft
- Europäische Physikalische Gesellschaft
- Deutsche Physikalische Gesellschaft
- Ehrenmitglied der Johns Hopkins Society of Scholars, Baltimore